# 유영미
유영미(柳英美, 1962년 3월 23일~ )는 대한민국의 아나운서이다.

## 학력
- 한국외국어대학교 한국어교육과 학사
- 이화여자대학교 사회복지대학원 석사

## 경력

### 뉴스
- SBS 12 뉴스(2009년 4월 27일~2011년 12월 30일)
- SBS 뉴스와 생활경제(2000년~2006년 3월 10일, 2008년 1월 14일~2008년 11월 28일)
- SBS 뉴스라인(1994년 1월 31일~1996년 7월 19일)
- 뉴스 940

### 교양 프로그램
- 부부 솔루션 미안해 사랑해
- 맛 기행 그 곳에 가면

### 라디오 프로그램
- SBS 러브FM 유영미의 마음은 언제나 청춘

### 기타
- 2006년 토리노 동계 올림픽 피겨 중계 캐스터
- 2002년 솔트레이크시티 동계 올림픽 개회식, 폐회식 중계 캐스터